# Josep Xifré Downing
Josep Xifré Downing   (l'Havana, 1822 - París, 1869) fou un advocat i mecenes, fill de Josep Xifré i Casas.

## Biografia
Proper a la cort madrilenya per la fortuna familiar, passà la seva joventut viatjant per Europa, freqüentant balnearis i els aristòcrates i intel·lectuals de diferents països, mentre que deixava en mans d'administradors la gestió dels negocis. Contactà amb el socialisme utòpic durant la carrera de dret, però abandonà aquest cercle en finalitzar els estudis. Llavors s'involucrà en el finançament del primer ferrocarril de Catalunya, una indústria de moda a Europa.
Com a polític, s'apropà novament a les idees socialistes, ja que intentà millorar les condicions de vida de la població amb diverses iniciatives poc reeixides. La manca d'èxit el feu abandonar el seu càrrec de diputat i es concentrà en el mecenatge.
A Madrid, es feu construir un palau d'estil neomudèjar al paseo del Prado. Conegut com el Palacio de Xifré, va ser enderrocat a finals de la dècada de 1940.